# Hallodapus
Hallodapus is een geslacht van wantsen uit de familie blindwantsen. Het geslacht werd voor het eerst wetenschappelijk beschreven door Fieber in 1858.

## Soorten
Het genus bevat de volgende soorten:

- Hallodapus albofasciatus (Motschulsky, 1863)
- Hallodapus basilewskyi (Carvalho, 1951)
- Hallodapus brunneus (Poppius, 1915)
- Hallodapus centrimaculatus (Poppius, 1914)
- Hallodapus concolor (Reuter, 1890)
- Hallodapus costae (Reuter, 1890)
- Hallodapus curtipes (Linnavuori, 1975)
- Hallodapus discoidalis (Poppius, 1914)
- Hallodapus discriminatus (Distant, 1910)
- Hallodapus dispar (Odhiambo, 1960)
- Hallodapus fasciatus (Poppius, 1909)
- Hallodapus fenestratus Linnavuori, 1961
- Hallodapus graminum (Lindberg, 1958)
- Hallodapus indicus (Poppius, 1911)
- Hallodapus jocosulus (Linnavuori, 1975)
- Hallodapus jocosus (Linnavuori, 1975)
- Hallodapus katangana (Linnavuori, 1973)
- Hallodapus kyushuensis Miyamoto, 1966
- Hallodapus linnavuorii Miyamoto, 1966
- Hallodapus lucidulus (Linnavuori, 1975)
- Hallodapus luridus Schuh, 1984
- Hallodapus maculatus (Distant, 1904)
- Hallodapus maxima (Linnavuori, 1973)
- Hallodapus montandoni Reuter, 1895
- Hallodapus monticolus (Linnavuori, 1975)
- Hallodapus ochraceus Linnavuori, 1961
- Hallodapus persimilis Poppius, 1915
- Hallodapus pilosus (Reuter, 1882)
- Hallodapus poseidon (Kirkaldy, 1902)
- Hallodapus pseudoconcolor (Linnavuori, 1984)
- Hallodapus pseudosimilis Schuh, 1974
- Hallodapus pumilus Horvath, 1901
- Hallodapus quadrimaculatus Schuh, 1974
- Hallodapus quadripunctatus (Linnavuori, 1975)
- Hallodapus ravenar (Kirkaldy, 1902)
- Hallodapus rufescens (Burmeister, 1835)
- Hallodapus ruficollis (Linnavuori, 1975)
- Hallodapus scotti (China, 1924)
- Hallodapus sibiricus Poppius, 1912
- Hallodapus similis (Poppius, 1914)
- Hallodapus sinuaticollis (Reuter, 1907)
- Hallodapus sororculus (Linnavuori, 1975)
- Hallodapus stami (Linnavuori, 1973)
- Hallodapus suturalis (Herrich-Schaeffer, 1837)
- Hallodapus transvaalensis Schuh, 1974
- Hallodapus verticicus Odhiambo, 1967
- Hallodapus zonatus (Bergroth, 1920)